# Ferentium (stolica tytularna)

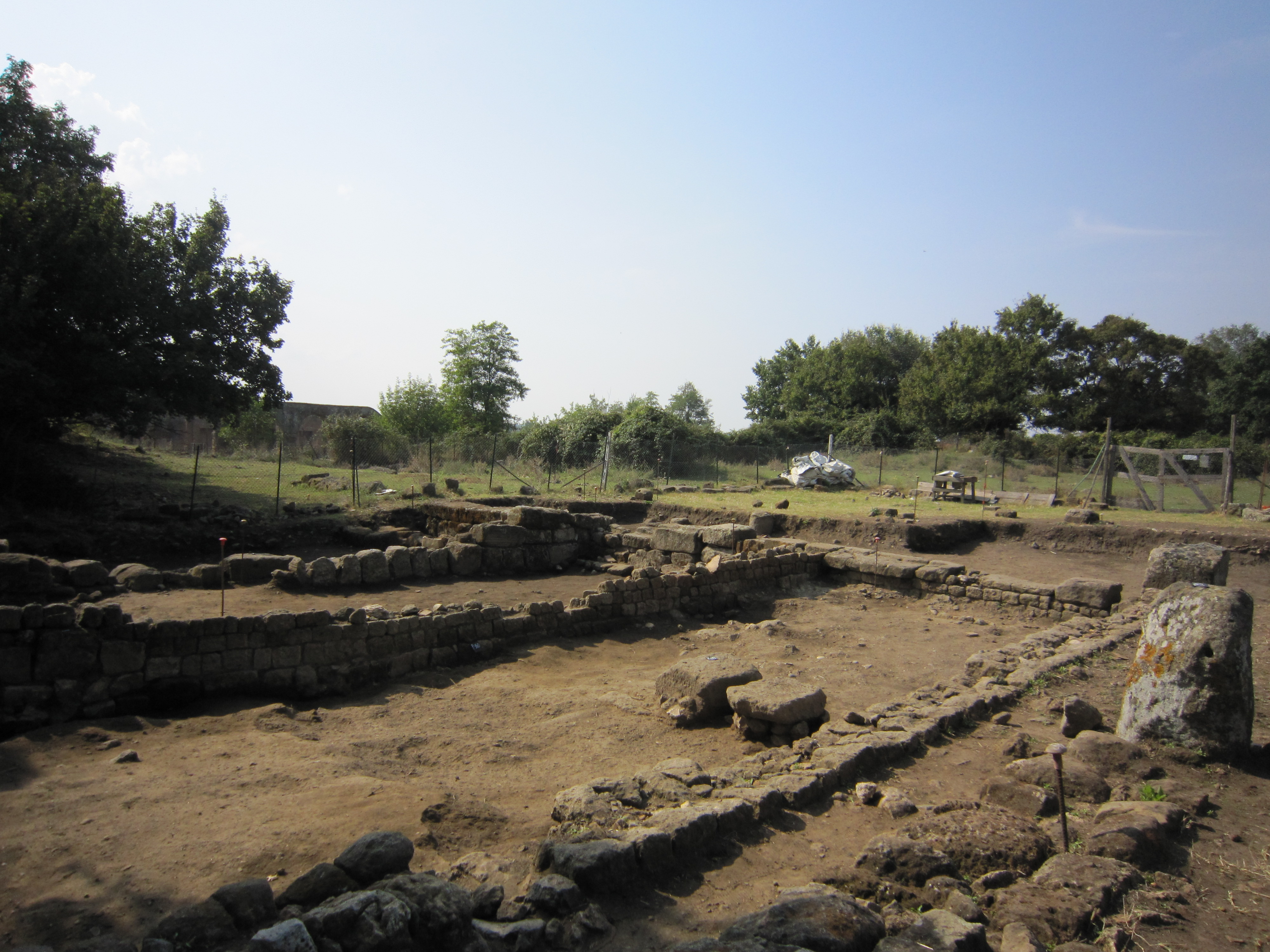
Ruiny dawnego miasta Ferentium

Ferentium (łac. Dioecesis Ferentiensis, wł. Ferento) – stolica historycznej diecezji w Italii erygowanej najpóźniej w V wieku, a skasowanej w pierwszej połowie VII wieku. 
Ruiny starożytnego miasta Ferentium znajdują się ok. 7 km na północ od współczesnego miasta Viterbo we Włoszech. Obecnie katolickie biskupstwo tytularne ustanowione w 1970 przez papieża Pawła VI.

## Biskupi tytularni
| Lp. | Biskup                    | Funkcja                                       | Od               | Do               |
| --- | ------------------------- | --------------------------------------------- | ---------------- | ---------------- |
| 1   | José García y Goldaraz    | emerytowany arcybiskup Valladolid (Hiszpania) | 2 lipca 1970     | 11 grudnia 1970  |
| 2   | Biagio Vittorio Terrinoni | biskup pomocniczy diecezji rzymskiej (Włochy) | 17 kwietnia 1971 | 22 kwietnia 1977 |
| 3   | Remigio Ragonesi          | biskup pomocniczy diecezji rzymskiej (Włochy) | 27 maja 1977     | 22 marca 2000    |
| 4   | Antonio Mennini           | nuncjusz apostolski                           | 8 lipca 2000     |                  |